# Pulvinaria plucheae
Pulvinaria plucheae är en insektsart som beskrevs av Edward MacFarlane Ehrhorn 1906.
Pulvinaria plucheae ingår i släktet Pulvinaria och familjen skålsköldlöss. Inga underarter finns listade i Catalogue of Life.